# Neobradya pectinifera
Neobradya pectinifera is een eenoogkreeftjessoort uit de familie van de Neobradyidae. De wetenschappelijke naam van de soort is voor het eerst geldig gepubliceerd in 1892 door Scott T..